# Barrio del Pilar (métro de Madrid)
Barrio del Pilar est une station de métro à Madrid, en Espagne. Ouverte le 3 juin 1983, elle est située sur la ligne 9 du métro de Madrid entre Herrera Oria et Ventilla.